# Centro internazionale per il regolamento delle controversie relative ad investimenti
Il Centro internazionale per il regolamento delle controversie relative ad investimenti (in inglese International Centre for Settlement of Investment Disputes - ICSID) è un'istituzione del Gruppo della Banca mondiale con sede a Washington.
È stato fondato nel 1965 ai sensi della "Convenzione per la composizione delle controversie relative agli investimenti fra Stati e cittadini di altri Stati" pronunciata il 19 marzo 1965 e ratificata il 14 ottobre 1966 (detta anche "Convenzione ICSID" o "Convenzione di Washington").

## Funzioni
Si tratta di un tribunale "ad hoc" che fornisce servizi per la conciliazione e l'arbitrato al fine di risolvere le controversie relative agli investimenti tra gli Stati contraenti e cittadini di altri Stati contraenti, gli investitori (articolo 25 della Convenzione).
È di volta in volta nominato di comune accordo dalle parti, con carattere temporaneo e composizione diversa. Ciò non garantisce un'interpretazione delle norme uniforme, data la continua variazione della composizione del tribunale e, perciò, la prassi che si forma non è coerente nel tempo.

## Organi
Si compone di:
- un Consiglio di amministrazione (articoli da 4 a 8)[1] che comprende un rappresentante di ciascuno Stato;
- un Segretariato (artt. 9 e 10)[1];
- liste (sezioni 12 a 16)[1]: ogni parte è libera di nominare gli arbitri che vuole,  ma l'ICSID fornisce un elenco di arbitri. Ha il compito di valutare la conformità legale della domanda e decide sull'opportunità o meno di presentarla al consiglio.

L'adesione al Centro non è gratuita (articolo 17): i soggetti che ne fanno uso devono corrispondere un compenso e gli Stati membri della Banca Mondiale sostengono l'eccedenza.

## Membri
Possono aderire all'organizzazione gli stati membri della Banca internazionale per la ricostruzione e lo sviluppo e gli stati parte dello statuto della Corte internazionale di giustizia. 
Costituiscono membri effettivi del Centro 161 membri dell'ONU e il Kosovo.
Hanno sottoscritto la convenzione, ma non sono ancora membri effettivi: Canada, Belize, Repubblica Dominicana, Guinea-Bissau, São Tomé e Príncipe, Etiopia, Kirghizistan, Namibia, Russia, Moldavia, Thailandia.
Membri che non fanno più parte del Centro sono: Bolivia, Ecuador e Venezuela.
Paesi non membri sono: Brasile, Suriname, Antigua e Barbuda, Dominica, Capo Verde, Guinea Equatoriale, Angola, Sudafrica, Eritrea, Gibuti, Libia, Iraq, Iran, Polonia, Tagikistan, India, Birmania, Bhutan, Laos, Vietnam, Palau, Isole Marshall, Kiribati, Tuvalu, Vanuatu, Maldive, Cuba, Corea del Nord, Andorra, Principato di Monaco, Liechtenstein, Isole Cook, Niue, Città del Vaticano e gli Stati non riconosciuti internazionalmente.